# Trolejbusy w Ploeszti
Trolejbusy w Ploeszti – system komunikacji trolejbusowej działający w rumuńskim mieście Ploeszti. Sieć została uruchomiona 1 września 1997 roku i jest tym samym najmłodszą w kraju. Trolejbusy są jednym z trzech działających w mieście środków transportu publicznego.
Obecnie w Ploeszti istnieją dwie linie trolejbusowe:
- 44: Malu Rosu − Gara de Sud (Dworzec Południowy)
- 202: Podul Înalt (Wysoki Most) − Gara Sud (Dworzec Południowy)

Do obsługi sieci w eksploatacji wykorzystywanych jest 20 trolejbusów:
- Solaris Trollino IV 12 Škoda – 20 sztuk, zakupione w 2021 r., niskopodłogowe